# VTM 3
VTM 3 es un canal de televisión Belga perteneciente al grupo DPG Media y se encuentra disponible en la televisión por satélite, cable e IPTV. Emite en neerlandés para la Comunidad Flamenca de Bélgica.

## Historia
El canal comenzó sus emisiones el 25 de agosto de 2000 y en sus inicios fue un canal nicho con siete bloques de programación llamados Eet-Wijzer, Gemengde Gevoelens, Spiegelbeeld, Vrije Tijd, Wonen, Kinderen y Vitali-Tijd.
Con el lanzamiento del nuevo canal VIJF en el año 2004, orientado a un público similar, Vitaya tuvo que competir con él y para ello comenzó a adquirir producciones extranjeras y aumentar sus horas de emisión diarias. La expansión dio lugar también a más producciones propias como noticias diarias, programas de cocina y de entrenamiento físico.
Desde el año 2009 el canal colabora con la editorial De Persgroep publicando la revista Vitaya Magazine.
En 2010, Vitaya fue adquirido por el grupo Vlaamse Media Maatschappij, el cual actualmente se llama Medialaan.
El 31 de agosto de 2020, Vitaya pasó a llamarse VTM3, como parte de un cambio de marca de todos los canales de DPG.

## Programación
VTM3 se perfila como un canal de estilo de vida y se centra en los siguientes temas: felicidad, salud, buena comida, familia, jardín e interior, moda, ocio y viajes.